# Pittsburgh Condors
Die Pittsburgh Condors waren eine US-amerikanische Basketballfranchise aus Pittsburgh, Pennsylvania, die von 1970 bis 1972 in der American Basketball Association (ABA) spielte. Ihre Heimspiele trug die Mannschaft in der Civic Arena aus.

## Hintergrund
Die Condors begannen als Pittsburgh Pipers, eines der Gründungsmitglieder 1967, und gewannen die erste Meisterschaft der Liga am Ende der Saison 1967/68. Sie teilten die Arena mit den Pittsburgh Penguins aus der NHL. Sie hatten für ABA-Maßstäbe ordentliche Zuschauerwerte mit 3.200 Zuschauern im Schnitt.
Dennoch zogen die Pipers nach Minnesota und wurden die Minnesota Pipers. Die Minnesota Muskies hatten während der vorhergehenden Saison Probleme und zogen so nach Miami, um The Floridians zu werden. Die Geschäftsstelle der Liga war in Minneapolis, der Heimat des Ligageschäftsführers George Mikan, also zogen die Pipers um, als ein lokaler Anwalt namens Bill Erickson die Majorität der Anteile an dem Team kaufte. Den Pipers ging es nicht besser als den Muskies und so zogen sie nach nur einer Saison zurück nach Pittsburgh. In seinem Buch Loose Balls sagte Autor Terry Pluto, dass das wohl geschah, weil der Miteigner Gabe Rubin sich nicht vorstellen konnte, irgendwo anders hinzugehen.
In der ersten Saison nach der Rückkehr nach Pittsburgh behielt das Team seinen Namen. Dennoch konnte die Mannschaft nicht an ihren vorherigen Erfolg anknüpfen. So war es auch nicht überraschend, dass die Fans scharenweise weg blieben. Nach der Saison kaufte Haven Industries, der Hersteller von Jack Frost, das Team und entschied, dass ein Namenswechsel angebracht war.

## 1970–1971
Ein Namensfindungswettbewerb brachte den Namen Pittsburgh Pioneers hervor. Die Mannschaft des ortsansässigen Point Park Colleges (heute Point Park University), das in der NAIA spielte, benutzte den Namen aber schon und drohte mit einem Rechtsstreit. Zusätzlich reklamierte ein Fan, dass der Siegerbeitrag nicht das 25-Worte-Limit eingehalten hätte. Um die Situation aufzulösen, änderten die Eigner den Namen in Pittsburgh Condors.
Jack McMahon übernahm die Trainerposition. John Brisker und Mike Lewis spielten im All-Star Game. Die Mannschaft beendete die Saison mit 36 Siegen und 48 Niederlagen, was Platz fünf in der Eastern Division sowie das Verpassen der Playoffs bedeutete. Es kamen 2.806 Zuschauer pro Spiel, obwohl einige Beobachter glaubten, dass der wirkliche Schnitt eher bei 1.100 lag. Der Zuschauerzuspruch war so schlecht, dass die Condors bei einem Spiel am Anfang der Saison jeden verfügbaren Sitz verschenkte. Nur 8.074 Fans kamen und 3.000 Dauerkartenbesitzer bemühten sich nicht zu kommen. Die Eigentümer hielten nichts von dieser Idee und der General Manager wurde nach dem Spiel gefeuert.

## 1971–1972
In der nächsten Saison versuchte Haven, das Image der Condors mit einem neuen Logo und neuen Trikots zu ändern nach einem 4:6-Start feuerte der General Manager Mark Binstein den Trainer McMahon aus unbekannten Gründen und ernannte sich selbst zum Cheftrainer. Der Schuss ging nach hinten los; die Condors wiesen für den Rest der Saison 21 Siege und 50 Niederlagen auf.
Im weiteren Verlauf der Saison sank der Zuschauerschnitt unter 1.000 Fans. Die Situation war so schlimm, dass man dachte, die Condors würden sich vor Weihnachten auflösen. Während sie es aber schafften, den Jahreswechsel zu überstehen, hatte Haven genug gesehen und gab bekannt, dass die Condors in der nächsten Saison woanders spielen würden. Sie begannen, die Heimspiele an anderen Orten auszutragen, zuerst in anderen Städten in Pennsylvania, am Ende an entfernteren Orten. Am 24. März 1972 empfingen die Condors die Kentucky Colonels in Birmingham, Alabama; am 28. März 1972 empfingen die Condors wiederum die Colonels in ihrem letzten „Heimspiel“ in Tucson, Arizona.
John Brisker und George Thompson spielten im ABA All-Star Game. Die Condors wurden Sechste in der Eastern Conference (25:59) und verpassten die Playoffs. Der Zuschauerschnitt lag bei 2.215 Fans und wäre ohne die Spiele in Birmingham und Tucson noch niedriger gewesen.

## Auflösung
Im Juni 1972 löste die ABA die Condors auf. Der Kader wurde mittels eines Drafts verteilt. George Thompson ging zu den Memphis Tams, Mike Lewis zu den Carolina Cougars, Skeeter Swift und James Silas zu den Dallas Chaparrals und Walt Szczerbiak zu den Kentucky Colonels. John Brisker schloss sich den Seattle SuperSonics in der NBA an.

## Bekannte Spieler
- Connie Hawkins